# باران آهسته می‌بارد
باران آهسته می‌بارد یک فیلم کوتاه داستانی، ساخته سعید نجاتی است. این فیلم در جشنواره‌های مختلفی همچون فیلم کوتاه تهران، کودک و نوجوان اصفهان، آنتاکیه ترکیه و اپن ایر آلمان به روی پرده رفته است.

## داستان فیلم
این فیلم روایت دانش آموزان یک مدرسه در ترکیه است که سعی دارند به معلمشان کمک کنند. داستان این فیلم در ۱۹۸۰ اتفاق می‌افتد.

## جوایز
- پروانه زرین بهترین کارگردانی کوتاه و نیمه بلند داستانی در جشنواره فیلم کودک و نوجوان اصفهان [۵]
- جایزه بهترین فیلم کوتاه از جشنواره مذهب امروز ایتالیا
- جایزه بهترین فیلم از جشنواره حقوق بشر نپال